# 石松愛弘
石松 愛弘（いしまつ よしひろ、1932年6月1日 - ）は、日本の脚本家、小説家。

## 経歴
福岡県飯塚市に生まれ、大牟田市、宗像市に育つ。福岡県立宗像高等学校、東京大学文学部美学美術史学科卒。大学在学中から東宝のシナリオ研究会に所属。最初は東宝の入社試験を受けるが、採用者が決定する直前になって「胸に影」があったのが理由となって採用取り消しとなり、その代わりに大映を紹介してもらい、卒業後大映に入社し、白坂依志夫、舟橋和郎、増村保造らに師事。
1960年『弾痕街の友情』でデビューし、1962年に大映と脚本家契約をする。
以来、テレビと映画の別なく骨太なハードボイルド、任侠作品を数多く執筆し、大映のみならずカラーの異なる東宝、東映、日活といった各社でも活躍。
1971年、大映の倒産とともにフリーとなる。
フリー以降は様々なジャンルの作品のシナリオを手がける傍ら「宗方翔（むなかた　しょう）」「宗方寿郎」という別名義でシナリオや小説も書いている。
小説の処女作は島原の乱を描いた『葬神』（宗方名義）。
映画監督の池広一夫は義兄。

## 主な作品

### 映画
- 黒い樹海（1960年）
- 黒の試走車（1962年）
- ある殺し屋（1967年）
- 続・組織暴力（1967年）
- 大悪党（1968年）
- ごろつき（1968年）
- 縄張＜シマ＞はもらった（1968年）
- 女賭博師さいころ化粧 (1969年、大映)
- 女賭博師花の切り札 (1969年、大映)
- あゝ海軍（1969年、大映）
- 雨は知っていた（1971年）
- 恋人岬（1977年）
- 北京的西瓜（1989年）
- ムルデカ17805（2001年）
- 渋谷物語（2004年）

### テレビドラマ
- 水の炎（1964年、日本テレビ）
- ザ・ガードマン
- 絢爛たる復讐（1969年、NET）
- 独身のスキャット
- おくさまは18歳
- 非情のライセンス
- 特捜最前線（1977年、テレビ朝日）※宗方寿郎名義で#1「愛の十字架」#6「私の愛の墓標」#9「絶唱！愛と転落の女」
- 幻の女（1971年、日本テレビ）
- 松本清張シリーズ・中央流沙（1975年、NHK）
- 赤いシリーズ
- 暴れん坊将軍
- 太陽にほえろ!
- 大都会 PARTII
- 愛しい女（1980年、日本テレビ）
- 球形の荒野（1981年、日本テレビ）
- 警視庁殺人課（1981年、テレビ朝日）
- 悪女の招待状（1982年、テレビ朝日）
- はぐれ刑事純情派
- 松本清張スペシャル・山峡の湯村（1992年、日本テレビ）